# Филисола, Висенте
Висенте Филисола (исп. Vicente Filisola; 1789 — 23 июля 1850) — испанский и мексиканский военный и политический деятель.

## Биография
Родился примерно в 1789 году в Равелло (Неаполитанское королевство), но ещё ребёнком попал в Испанию.
В 1804 году вступил в испанскую армию, участвовал в Наполеоновских войнах.
С 1811 года служил в вице-королевстве Новая Испания. Был сторонником Агустина де Итурбиде, и когда тот объявил себя императором Мексики — возглавил при нём армию в чине бригадного генерала.
В 1822 году Итурбиде направил Филисолу с войсками в Гватемалу для обеспечения процесса аннексии Центральной Америки Мексикой. Провинция Сан-Сальвадор объявила аннексию иллегитимной, и Филисоле пришлось подавлять это восстание. 9 февраля 1823 года его войска, наконец, вошли в Сан-Сальвадор. Он объявил о неприкосновенности жизни живущих здесь людей и их собственности, но также и об аннексии провинции Мексикой. Однако уже 19 марта 1823 года Первая Мексиканская империя пала. Филисола, оставив вместо себя в Сальвадоре Фелипе Кодальоса, вернулся в Гватемалу, где ему пришлось позволить местным политическим силам вновь провозгласить независимость от Мексики. Так как денег из центра на содержание войск больше не поступало, жители Гватемалы сами оплатили транспортировку войск Филисолы обратно в Мексику, которая состоялась 3 августа 1823 года.
В начале 1830-х годов Филисола получил грант на колонизацию Техаса, по условиям которого он имел право поселить там шестьсот семей не англосаксонского происхождения.
В 1836 году Антонио Лопес де Санта-Анна сделал его следующим после себя в командной вертикали во время подавления восстания в Техасе. После того, как Санта-Анна был разбит и взят в плен в битве при Сан-Хасинто, Филисола отвёл остатки мексиканской армии в собственно Мексику.
Во время американско-мексиканской войны 1846—1848 годов Филисола командовал одной из трёх дивизий мексиканской армии.
Умер от холеры в Мехико в 1850 году.